# Cristepilysta cristipennis
Cristepilysta cristipennis là một loài bọ cánh cứng trong họ Cerambycidae.